# Synagoge (Mogendorf)

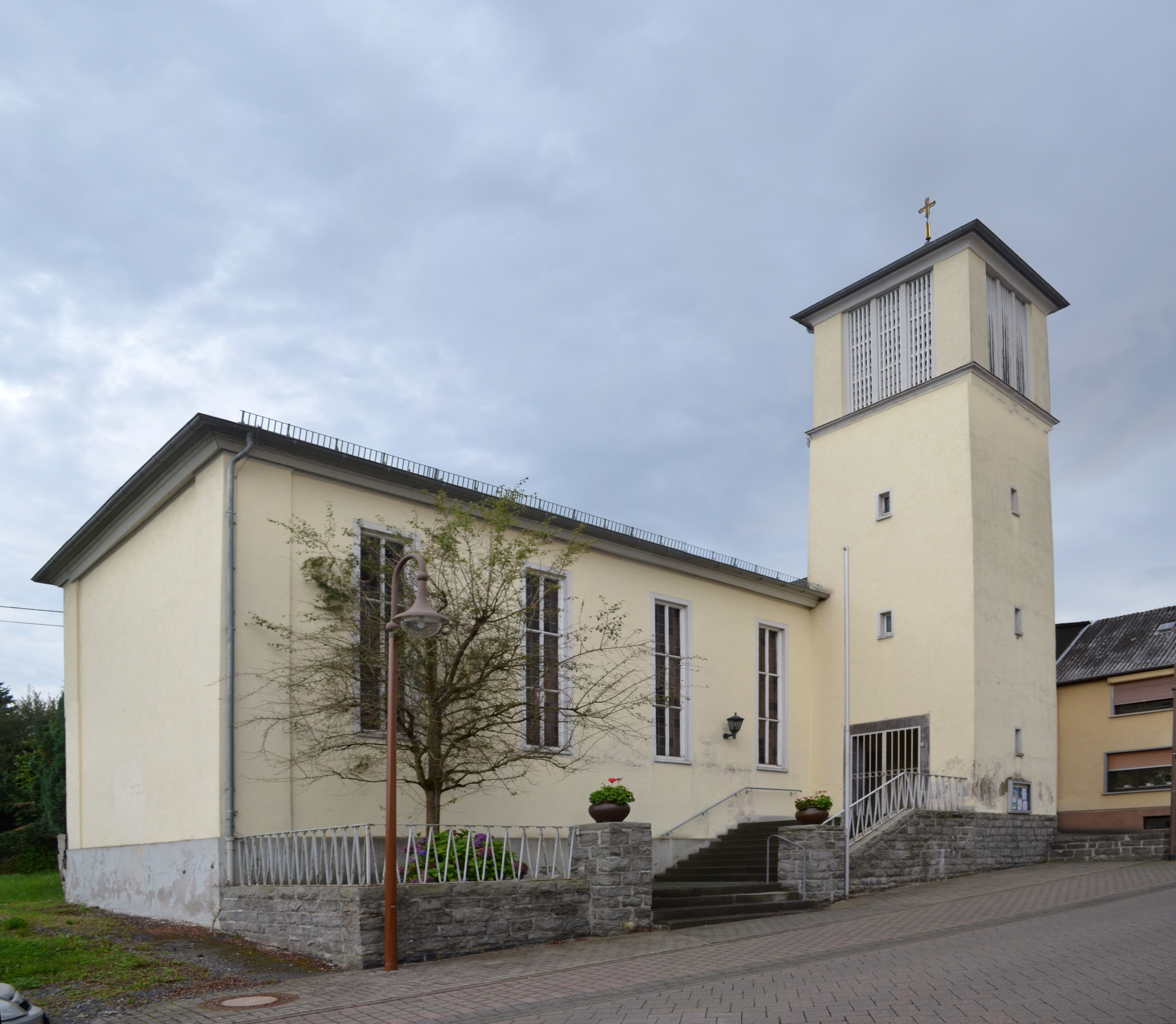
Standort der zerstörten Synagoge in Mogendorf: Die in den 1950er Jahren erbaute evangelische Kirche.

Die Synagoge in Mogendorf, einer Ortsgemeinde im Westerwaldkreis in Rheinland-Pfalz, wurde 1849/50 errichtet und beim Novemberpogrom 1938 zerstört.
Die Synagoge an der Fuhrgasse, die nach dem Vorbild der Synagoge in Synagoge in Hadamar erbaut wurde, besaß 80 Plätze für Männer und 25 Plätze für Frauen auf der Empore.

## Zeit des Nationalsozialismus
Beim Novemberpogrom 1938 wurde die Synagoge durch SS-Männer geschändet und völlig demoliert. Diese zertrümmerten die Fenster des Gebäudes und zerstörten die Inneneinrichtung. Am Nachmittag des 10. November wurde versucht, die Synagoge in Brand zu stecken, doch wurde das Feuer von Mogendorfer Bürgern gelöscht, die ein Übergreifen des Brandes auf die Nachbarhäuser befürchteten. Eine Bombe verursachte während des Zweiten Weltkrieges weitere Zerstörung.

## Heutige Nutzung
Im Jahr 1952 ging das Synagogengrundstück in den Besitz der evangelischen Kirchengemeinde Mogendorf über. Diese baute die Ruine zur evangelischen Kirche des Ortes um.
Eine Gedenktafel erinnert an die ehemalige Synagoge.